# テレビ金沢ニュースプラス1
テレビ金沢ニュースプラス1（テレビかなざわニュースプラスワン）は、テレビ金沢で放送されていたニュース番組。なお、この項では、
- 開局当初から放送されていた第一期
- じゃんけんぽんに内包されていた第二期（合わせて、同時期に放送されていた以下の項目についても説明する。）
  - 土曜日のローカル枠に放送されていた土曜版
  - 年末年始にじゃんけんぽんが休止になったときに放送されていた年末年始版

## 第一期
開局当初から「テレビ金沢ニュースプラス1」のタイトルで放送されていた。平日は18:35頃（スポーツコーナーの後） - 19:00、土曜日は18:20 - 18:25（のちに天気予報も内包し18:30まで）。歴代のキャスターは石井慎二、連美奈（この二人は初期）、亀之内信子、木下道子、加藤実知代、塚田誉、北條愁子（塚田、北條は末期）。当初はお天気キャスターも設けられ、清原久美子、秋本和美が隔週で担当していた。

## 第二期
第二期は1996年4月1日の「じゃんけんぽん」放送開始からはじゃんけんぽんに内包されて放送。2004年10月4日から、2005年9月30日までは「テレビ金沢ニュースプラス1」として、じゃんけんぽんから独立した番組となった。
内包当時はの「NNNニュースプラス1」を含め夕方のニュースは、夕方ワイド番組｢2時間ワイドじゃんけんぽん｣に内包された形で放送されており（内包されていた6時台の県内ニュースは「ニュースプラス1」として放送していた）、新聞・番組上でも「テレビ金沢ニュースプラス1」の表記は見られず、あくまでじゃんけんぽん内の1コーナー扱いだった。2004年の改編により、「NNNニュースプラス1」とともに独立した形でスタート。なお独立後も「じゃんけんぽん」とスタジオを共有している。

### 独立後の編成
途中18:35ごろからは「NNNニュースプラス1」のスポーツコーナー「エンタメスポーツ」を同時ネット。また石川県出身であるヤンキースの松井秀喜に単独インタビューしたことがある。
塚田誉、細木美知代両キャスターと、コメンテーターを交えて番組を進行する。「交番物語」や「からだの常識＋（プラス）」のような特集コーナーも充実していた。
新番組「びービーみつばち」のスタートに伴う改編で、「じゃんけんぽん」とともに放送終了。再び「NNNニュースプラス1」と夕方の県内ニュースは夕方ワイド番組に内包される形となった。（ただし、2006年3月までは土曜日に放送されていたニュースプラス1サタデーのあと18時20分からのローカルニュースと天気予報はテレビ金沢ニュースプラス1として放送されていた。現在はテレビ金沢Newsリアルタイム)
また、じゃんけんぽんが休止になる年末は新聞のタイトルをニュースプラス1として放送していた。

#### キャスター
- メインキャスター : 塚田誉（テレビ金沢アナウンサー、当時）
- サブキャスター : 細木美知代（同上、当時）
- 気象情報 : 水澤真理子（同上、当時）

#### コーナー
- 石川県内ニュース
- スポーツ情報
- 森に光を（特集：毎週火曜日）
- 交番物語（特集：毎週木曜日）
- からだの常識＋（プラス）（特集：毎週水曜日）
- お天気プラス

### 独立前の編成
1998年3月まで
報道フロアーから伝えられていた。キャスターは不定期で、石井慎二、横田幸子などが担当していた。全国ニュースの後、じゃんけんぽんの「きょうの募集テーマ」の告知を行ったあとオープニングが放送されたあとCMをはさんで放送されていた。なお、特集コーナーは日によってはじゃんけんぽんのスタジオからじゃんけんぽんのキャスターが伝えることがあった。
1998年4月から2003年6月
テレビ金沢ニュースプラス1は、じゃんけんぽんのスタジオから放送されるようになった。特集コーナーもじゃんけんぽんのキャスターではなくテレビ金沢ニュースプラス1のキャスターが進行していた。このころはテレビ金沢ニュースプラス1のオープニングは省略されていたが、冒頭にヘッドラインが設定された時期もあった。なお、キャスターは主に横田幸子だった。
2003年7月から2003年9月
キャスターが田村純子に交代になった。これまでは、テレビ金沢ニュースプラス1は、全国ニュースの後開始だったがこのころは全国ニュースの前の17時50分から開始された。全国ニュースが始まる17時53分までは、県内ニュースを2項目伝えたあと、今日の特集の予告が放送されていた。また、6時台でCMに入る前に流れる音楽はじゃんけんぽんのものでなく、全国ニュースである「NNNニュースプラス1」と同じものになった。
2003年10月から2004年9月
テレビ金沢ニュースプラス1の開始時間が17時51分30秒くらいからなり、全国ニュースの前は全国ニュースと県内ニュースで伝える主なニュースが時系列で紹介された。2004年4月からは全国ニュースの開始が17時50分になったことからテレビ金沢ニュースプラス1の開始時刻が17時48分30秒ごろからになった。
なお、じゃんけんぽんに包含されていた関係からお天気情報はテレビ金沢ニュースプラス1の中では放送されていなかった。また、年末年始はじゃんけんぽんが休止になる関係で特別編成となっていた。2004年の年末に関してはじゃんけんぽんで放送されている「あすの運勢」が放送されていた。また、CM前の音楽はプラス1のものではなくじゃんけんぽんのものだった。なお、スタジオは報道スタジオであった。